# Bell 533
Bell 533 là một máy bay trực thăng nghiên cứu được chế tạo bởi công ty Bell Helicopter trong một hợp đồng ký kết với Lục quân Hoa Kỳ ở thập niên 1960, nhằm khám phá các giới hạn và điều kiện mà rotor máy bay trực thăng trải qua khi bay ở tốc độ cao. Trực thăng này là một phiên bản YH-40 tái sản xuất của máy bay UH-1 Iroquois được hiệu chỉnh và thử nghiệm với vài tính năng compound helicopter. Bell 533 được Lục quân đặt tên Trực thăng Linh hoạt Cao (HPH) và đạt được vận tốc tối đa 274,6 hải lý trên giờ (508,6 km/h; 316,0 mph) vào năm 1969, trước khi được loại biên.

## Thiết kế và phát triển
Lục quân Hoa Kỳ bắt đầu một chương trình nghiên cứu cải thiện các máy bay trực thăng hiện tại bằng các bài test. Các phân tích của ba công ty trực thăng cho thấy khả năng bay của trực thăng có thể được cải thiện đáng kể. Bell Helicopter là một trong những công ty tham gia và đã thí nghiệm cải tiến máy bay UH-1B Iroquois. Sau khi nghiên cứu, Bell đưa ra đề xuất về Máy bay trực thăng Cơ động Cao. Ngày 7 tháng 8 năm 1961, the Army's Transportation Research and Engineering Command (TRECOM) đã trao một hợp đồng cho. Bell Helicopter nhằm nghiêm cứu máy bay trực thăng cơ động cao.
Đáp lại, Bell đã chế tạo Model 533 từ một chiếc YH-40-BF, một trong sáu chiếc UH-1 sắp được đưa vào sản xuất. Các bộ phận động học của YH-40 được cải tiến bằng những bộ phận được thiết kế cho chiếc UH-1B. Việc nghiên cứu cho bản hợp đồng được chia làm hai giai đoạn; giai đoạn đầu nhằm xác định lợi ích của việc giảm overall reduction in drag, giai đoạn hai xác định lợi ích của lực đẩy phụ.
Bell 533 được thử nghiệm trên ba biến đổi chính. Biến đổi đầu tiên là của trực thăng YH-40 cơ bản với các thay đổi giảm drag. Biến đổi thứ hai là bổ sung thêm một cặp động cơ phản lực nhằm tăng lực đẩy. Biến đổi thứ ba là hêm cánh ngang nhằm tăng lực nâng.

## Lịch sử hoạt động

### Thử nghiệm ban đầu
Trong giai đoạn đầu tiên, khung máy bay được làm sạch tổng thể nhằm làm giảm lực ma sát. Thiết kế khí động học mới được phát triển nhờ vào sợi thủy tinh dạng honeycomb sandwich cho việc chế tạo thân máy bay.

### Bibliography
- Bell Helicopter. TRECOM Technical Report 63-42, "Summary Report, High-Performance-Helicopter Program, Phase I", U.S. Army Transportation Research Command, September 1963. (summary information Lưu trữ ngày 23 tháng 8 năm 2011 tại Wayback Machine)
- Bell Helicopter. TRECOM Technical Report 64-61, "Summary Report, High-Performance-Helicopter Program, Phase II", U.S. Army Transportation Research Command, October 1964. (summary information Lưu trữ ngày 27 tháng 2 năm 2012 tại Wayback Machine)